# Сайтиев, Бувайсар Хамидович
Бувайса́р Хами́дович Сайти́ев (чечен. Сайтиев Хьамидан Бувайсар; 11 марта 1975, Хасавюрт, Дагестанская АССР, РСФСР, СССР — 2 марта 2025, Москва, Россия) — российский борец вольного стиля, один из самых титулованных борцов вольного стиля в истории. Депутат Госдумы от Дагестана (с 18 сентября 2016 года по 11 октября 2021 года).
Трёхкратный олимпийский чемпион (1996, 2004, 2008), шестикратный чемпион мира (1995, 1997, 1998, 2001, 2003, 2005), шестикратный чемпион Европы (1996, 1997, 1998, 2000, 2001, 2006), четырёхкратный чемпион России, семикратный победитель Красноярского турнира памяти Ивана Ярыгина, победитель Игр доброй воли 1998 года, заслуженный мастер спорта России (1995).

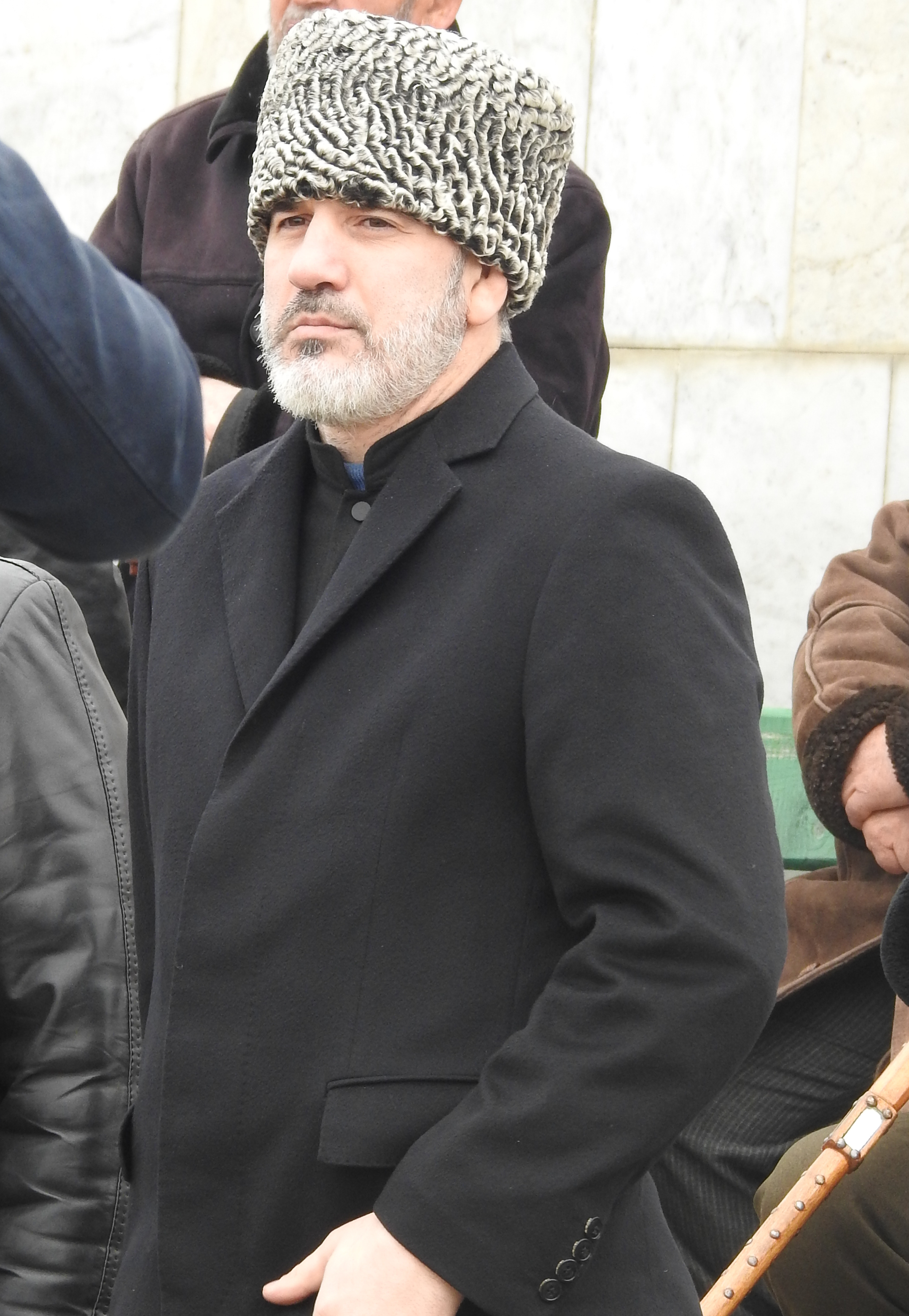
Бувайсар Сайтиев на траурном митинге 23 февраля 2020 года в Аухе

## Биография

### Юность
Родился 11 марта 1975 года в Хасавюрте в семье Хамида и Белижи Сайтиевых. Отец Бувайсара, был каменщиком (погиб в 1988 году в автокатастрофе), а мать домохозяйкой (уроженка с. Энгеной Ножай-Юртовского района Чечни). После гибели отца четырёх сыновей и двух дочерей воспитала мать. Настоящее имя — Бувайсар, из-за ошибки в паспорте иногда встречается написание "Бувайса". Чеченец.
По словам Б. Сайтиева его предки жили в селе Центарой (ныне Ножай-Юртовский район), а лет 150/170 назад перебрались в Аух. Первоначально предок Сайтиевых поселился в с. Юрт-Аух (ныне Калининаул), где обзавёлся семьей, женившись на местной женщине. Позже предок со своей семьей перебрался в с. Ярыксу-Аух. Принадлежит к тайпу цонтарой. Заниматься вольной борьбой начал с шести лет в 1982 году. Сначала занимался в СДЮШОР ДСО «Урожай», а затем ФСО Профсоюзов у тренеров С. Р. Гашимова и братьев Ирбайхановых (Исхака и Висамурада).

### Образование
В 1995 году поступил на юридический факультет Красноярского государственного университета, но бросил учёбу после первого семестра.
В 2010 году окончил Красноярский государственный педагогический университет им. В. П. Астафьева.

### Спортивная карьера
В 1989 году стал мастером спорта СССР. В 1990 году уехал учиться в спортивный интернат Новокузнецка. В 1991 году на юношеском первенстве СССР (последнем в истории) стал чемпионом.
После окончания средней школы в Хасавюрте переехал в Красноярск, где сложилась одна из сильнейших в России школ вольной борьбы. С 1993 года стал заниматься в школе высшего спортивного мастерства по видам борьбы им. Д. Г. Миндиашвили. Его тренерами были Д. Г. Миндиашвили, Г. Л. Бахтуридзе, С. Г. Хачикян.
В 1995 году впервые выиграл чемпионат мира, впоследствии повторил этот успех ещё пять раз (в 1997, 1998, 2001, 2003 и 2004 годах). Выигрывал чемпионаты Европы 1996—2001 и 2006 годов.
Завоевал золотую медаль в весовой категории до 74 кг на летних Олимпийских играх 1996 года в Атланте, победив в финальной схватке борца из Южной Кореи Пак Джан Суна. Стал первым чеченцем, завоевавшим золотую олимпийскую медаль и самым молодым в истории олимпийским чемпионом по вольной борьбе. С 1995 по 2000 годы не проиграл ни одной схватки.
На Олимпийских играх 2000 года в Сиднее не успел восстановиться после травм и поэтому занял 9 место. Уверенно стал чемпионом летних Олимпийских игр 2004 года в Афинах, победив в финале Геннадия Лалиева из Казахстана. В 2008 году стал трёхкратным олимпийским чемпионом, выиграв золотую медаль в весовой категории до 74 кг на Олимпиаде 2008 года в Пекине. В финальной схватке Сайтиев взял верх над Сосланом Тигиевым из Узбекистана.
Пять раз признавался ФИЛА лучшим борцом вольного стиля в мире (1996, 1997, 1998, 2003, 2005). Является четырёхкратным чемпионом России.

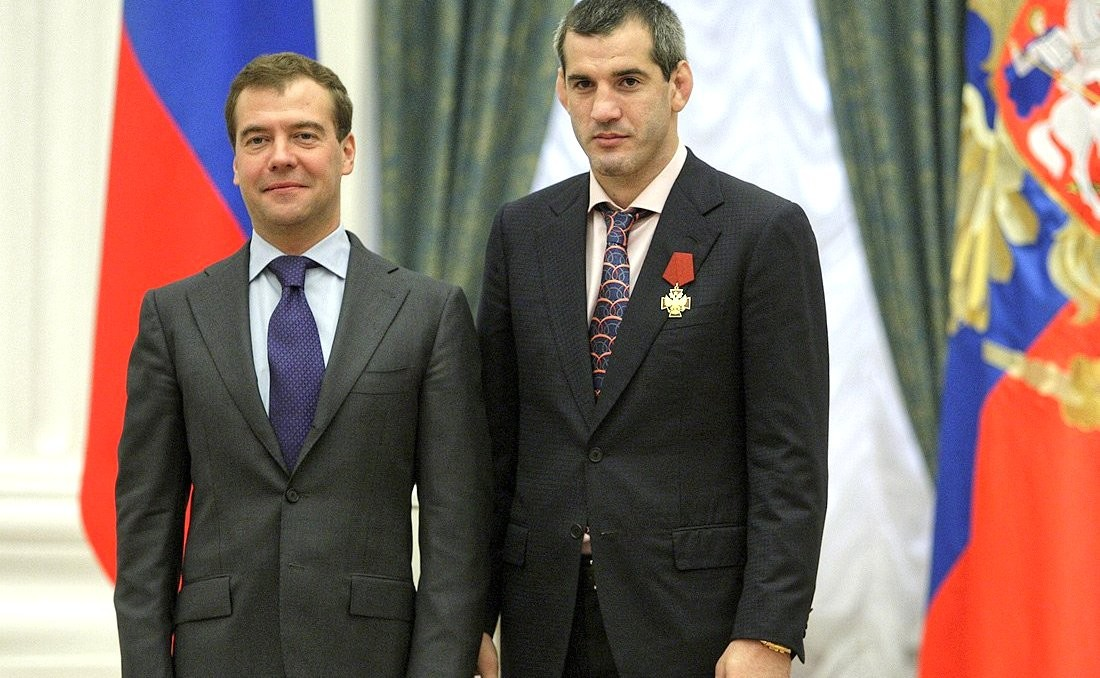
Вручение государственных наград чемпионам и призёрам Олимпийских игр в Пекине-2008. Заслуженный мастер спорта Бувайсар Сайтиев награждён орденом «За заслуги перед Отечеством» IV степени. Церемония в Кремле

Выпускник Махачкалинского Государственного университета управления бизнеса и права. Был президентом Федерации спортивной борьбы Чечни.
Подполковник Вооружённых сил России.
26 мая 2009 года Бувайсар Сайтиев заявил о завершении своей спортивной карьеры.
Много лет был президентом Федерации спортивной борьбы Чеченской Республики.

### Политическая карьера
В 2016 году избран Депутатом Государственной думы VII созыва, член комитета по физической культуре, спорту, туризму и делам молодёжи. Советник глав Чечни и Дагестана.

### Законотворческая деятельность
С 2016 по 2019 год, в течение исполнения полномочий депутата Государственной Думы VII созыва, выступил соавтором 31 законодательной инициативы и поправки к проектам федеральных законов.

### Смерть
Скончался 2 марта 2025 года в больнице в Москве.
По некоторым данным борец страдал от болезни лёгких, из-за чего принимал сильнодействующие лекарства. Сообщается, что он мог скончаться от остановки сердца, наступившей в результате интоксикации. Брат Б. Сайтиева выдвинул версию, что он мог случайно выпасть из окна своей квартиры, когда занимался домашними делами, вдова борца Сайтиева 3-го марта подтвердила, что в день смерти он выпал из окна, по словам супруги, у Сайтиева после падения были травма таза и переломы ребер. «Высота небольшая, так что травмы не такие сильные». В квартире находились Бувайсар и его брат, а также двое детей. Также вице-президент Федерации спортивной борьбы России Алихан Харсиев подтвердил, что Б. Сайтиев умер в результате падения с балкона.

«Знаете, в этом доме... Мурад Гаджиев был на похоронах. Он говорит: «Я сам там (в этом доме) чуть не выпал пару раз». Там ограждения ниже пояса. Чуть-чуть выше колен. Какой-то такой импровизированный балкончик. Сразу открывается дверь. Он (Бувайсар), видимо, вышел туда подышать

В Чечне по указу главы республики Рамзана Кадырова объявлен траур с 3 по 5 марта в связи со смертью Бувайсара Сайтиева.
Похоронен 4 марта 2025 года в родовом с. Чаравали (Ярыксу-Аух), Прощание с Б. Сайтиевым посетили несколько тысяч человек.

## Память
В марте 2025 года было решено присвоить имя Бувайсара Сайтиева одной из улиц в Ахматовском районе Грозного, на которой строится Республиканский центр спортивной борьбы.
В апреле 2025 года в Грозном прошло первенство России по борьбе среди юниоров памяти Сайтиева.
С 2009 года в городе Эйпен (Бельгия) проходит международный турнир памяти Бувайсара Сайтиева. С 2014 года состязания стали проводить в честь братьев Сайтиевых. С 2025 года он вновь посвящён памяти Бувайсара Сайтиева.

## Семья
Является старшим братом олимпийского чемпиона Адама Сайтиева.
В семье Бувайсара старший брат Хаким (Султан), сестра Малика (домохозяйка), брат Абдул-Хаким (мастер спорта), Бувайсар, Адам и Дженет (учительница).
Жена — Индира, по образованию врач. Воспитывал пятерых сыновей и дочь, сыновья: Абдурахим, Алихан, Дени и Рамзан, дочь Амина. Старший сын Рахим (Абдурахман) (род. 2005) — футболист.

## Награды и звания
- Орден «За заслуги перед Отечеством» IV степени (2 августа 2009 года) — за большой вклад в развитие физической культуры и спорта, высокие спортивные достижения на Играх XXIX Олимпиады 2008 года в Пекине[45];
- Орден Почёта (18 февраля 2006 года) — за большой вклад в развитие физической культуры и спорта и высокие спортивные достижения[46];
- Орден Дружбы (6 января 1997 года) — за заслуги перед государством и высокие спортивные достижения на XXVI летних Олимпийских играх 1996 года[47];
- Орден Кадырова (Чечня, 2009 год)[48];
- Орден «Аль-Фахр» II степени (Совет муфтиев России, 2008 год)[49];
- Почётный знак «За заслуги в развитии физической культуры и спорта»;
- Лауреат национальной спортивной премии «Слава» в номинации «За волю к победе»;
- В 2007 году награждён наградой «Золотая борцовка» в номинации «Лучший борец в истории вольной борьбы»[50];
- 12 мая 2010 года Бувайсару Сайтиеву присвоено звание «Почётный гражданин Красноярска»;
- В честь Бувайсара Сайтиева проходят международные турниры в Бельгии (в городах Воррикен[51] и Эйпен[52]) и Красноярске[53];
- В городе Эйпен (Бельгия) в 2015 году открылся борцовский клуб «Сайтиев»[54];
- Звание «Народный герой Дагестана»[55].